# Hämmelsmarsch-Brunnen

Brunnen auf dem Roude Petz in Luxemburg, geschaffen von Wil Lofy

Der Hämmelsmarsch-Brunnen ist ein Brunnen auf dem Platz namens Roude Pëtz in der Stadt Luxemburg.
Der Brunnen besteht aus einem sechseckigen Sockel aus rotem Basalt, auf dem eine Bronzeskulptur steht, umgeben von einem ebenfalls sechseckigen Wasserbecken. Die Skulptur, die 1981–1982 vom luxemburgischen Bildhauer Wil Lofy geschaffen wurde, stellt den Hämmelsmarsch dar, einen traditionellen Umzug zur Kirmes. Zu sehen sind vier Musiker, fünf Schafe und zwei Kinder; der Künstler hat sich selbst als Akkordeonspieler porträtiert. Aus den Instrumenten fließt Wasser in das Brunnenbecken.
Der Brunnen wurde am 21. August 1982 anlässlich der Eröffnung der damaligen Schobermesse eingeweiht. Mit der Zeit überzog eine Grünspanschicht die Bronzeskulptur, und wo Wasser fließt hatte sich Kalk abgelagert. Im Oktober 2023 wurde die Skulptur abgebaut und zur Restaurierung in eine französische Fachwerkstatt gebracht. Nach Fertigstellung der Arbeiten wurde das Kunstwerk am 21. März 2024 wieder auf seinen Sockel gestellt und am 29. März 2024 eingeweiht.